# 一巻経

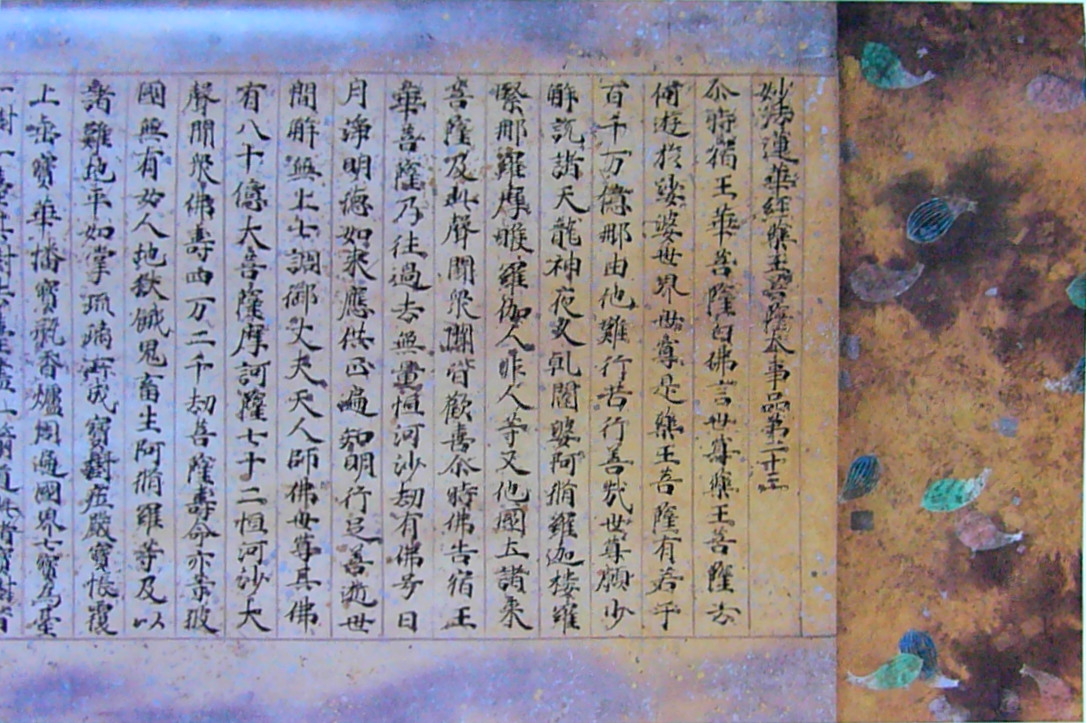
『久能寺経』のうち、法華経薬王品／平安時代の作。鉄舟寺所蔵。国宝。

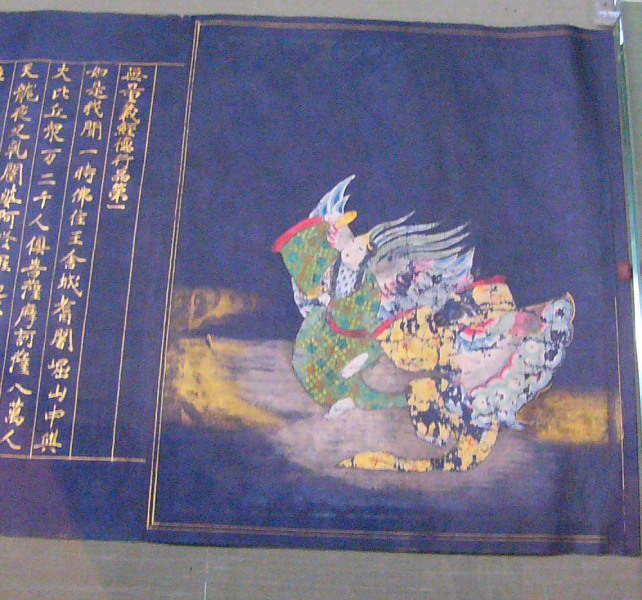
『紺紙金字無量義経』／平安時代の作。東京国立博物館所蔵。

一巻経（いっかんぎょう、いっかんきょう、歴史的仮名遣：いっかんぎゃう、いっかんきゃう）とは、第1義には、仏教の経典を写経する際、多くの人が一巻ごとに分担して書写すること。現存する物はほとんど『法華経』のそれに限られる。『法華経』の場合は「巻（かん）」を「品（ほん）」と呼ぶ。
第2義には、法華経二八品を一品ずつ独立させて各一巻仕立ての軸（巻物）にしたもので、他の経にいうこともある。これを「一巻経」というが、特に法華経八巻または開経の無量義経、結経の観普賢経を加えた十巻についていうことが多く、『法華経』を二八品として捉える場合には「一巻経」を「一品経（いっぽんぎょう、いっぽんきょう、歴史的仮名遣：いっぽんぎゃう、いっぽんきゃう）」という。また、その一巻（一品）ずつを仏前で読誦することをもいう。

## 概要
多数の人に均等の功徳と多くの結縁をもつために行われた。『法華経』は奈良時代以来しばしば写経され、平安時代中頃から鎌倉時代にかけて流行した。平安時代中期の為政者・藤原道長は長保4年（1002年）5月、自邸で『法華経』の1品ずつを講賛する法華三十講を始行し、以後これを恒例とした。こうしたことが機縁となって一品経写経が盛んになった。高野山金剛峰寺の『紺紙金字経』や、いずれも国宝となっている『平家納経』『久能寺経』『慈光寺経』『長谷寺経』のように、現存する物は優れた装飾経が多く、これらは全て一品経である。